# Erich von Gündell
Erich Gustav Wilhelm Theodor von Gündell (Goslar, 13. travnja 1854. -  Göttingen, 23. prosinca 1934.) je bio njemački general i vojni zapovjednik. Tijekom Prvog svjetskog rata zapovijedao je V. pričuvnim korpusom i Armijskim odjelom B na Zapadnom bojištu.

## Vojna karijera
Erich von Gündell rođen je 13. travnja 1854. u Goslaru u Donjoj Saskoj. U prusku vojsku stupio je 1873. godine, nakon čega pohađa Prusku vojnu akademiju. Nakon toga služi u raznim vojnim jedinicama njemačke vojske, te kao časnik u Glavnom stožeru u Berlinu. Od 1894. godine služi kao predavač na vojnoj akademiji, da bi 1900. godine služio kao časnik u Istočnoazijskom ekspedicijskom korpusu. Čin pukovnika dostigao je 1902. godine, general bojnikom je postao 1906. godine, da bi u travnju 1913. godine postao ravnateljem Pruske vojne akademije koju dužnost je obavljao do rujna 1913. kada je umirovljen.

## Prvi svjetski rat
Na početku Prvog svjetskog rata Gündell je aktiviran, te postaje zapovjednikom V. pričuvnog korpusa koji se nalazio se u sastavu 5. armije kojom je zapovijedao prijestolonasljednik Vilim. Zapovijedavši V. pričuvnim korpusom Gündell sudjeluje u Graničnim bitkama, te Prvoj bitci na Marni.
Gündell s V. pričuvnim korpusom sudjeluje i u Verdunskoj bitci, te 28. kolovoza 1916. prima orden Pour le Mérite. U rujnu 1916. postaje zapovjednikom Armijskog odjela B (Armeeabteilung B) zamijenivši na tom mjestu oboljelog Hansa Gaedea. Navedenim odredom koji je držao položaje u pokrajini Alzas, Gündell je zapovijedao sve do kraja rata.

## Poslije rata
Nakon završetka rata Gündell se ponovno umirovljuje. Erich von Gündell preminuo je 23. prosinca 1924. godine u 71. godini života u Göttingenu.

## Vanjske poveznice
(eng.) Erich von Gündell na stranici Prussianmachine.com

(njem.) Erich von Gündell na stranici Deutschland14-18.de
| Prethodnik: | Zapovjednik Armijskog odjela B Erich von Gündell | Nasljednik: |
| Hans Gaede  | Zapovjednik Armijskog odjela B Erich von Gündell | nitko       |